# トリニティ郡 (カリフォルニア州)
トリニティ郡（英: Trinity County）は、アメリカ合衆国カリフォルニア州北西部の郡である。トリニティ川に沿い、サーモン/クラマス山脈の山嶺に位置しており、面積は8,000 km2以上ある。人口は1万6112人（2020年）。郡庁所在地は郡内最大の町であるウィーバービル。
トリニティ郡には交通信号、高速道路、パーキングメーターがなく、さらには法人化された都市も無い。1999年まで全国チェーンの店やレストランも無かったが、その後バーガーキング、ムービーギャラリー（その後閉鎖）、ロングスドラッグス（現在はCVS/ファーマシー）およびサブウェイが開業してきた。
郡庁所在地のウィーバービルはカリフォルニア州でも最古クラスの建築物があることで知られている。1856年に建設された郡庁舎は州内で2番目に古い建物であり、ウィーバービル・ドラッグストアは1852年以来処方箋を扱ってきた。ジョス・ハウスは1873年の建設であり地元では道教の寺院として有名である。

## 歴史
トリニティ郡は、1845年にピアソン・B・リーディングが名付けたトリニティ川に因んだ命名である。リーディングはその川がトリニダード湾に注ぐという誤った考えを持っていた。トリニティはトリニダードに対する英語で、三位一体を意味している。
トリニティ郡はカリフォルニア州が州に昇格した1850年に設立された郡の1つである。郡領域の一部は1852年にクラマス郡（現在は廃止）に、また1853年にはハンボルト郡に割譲された。

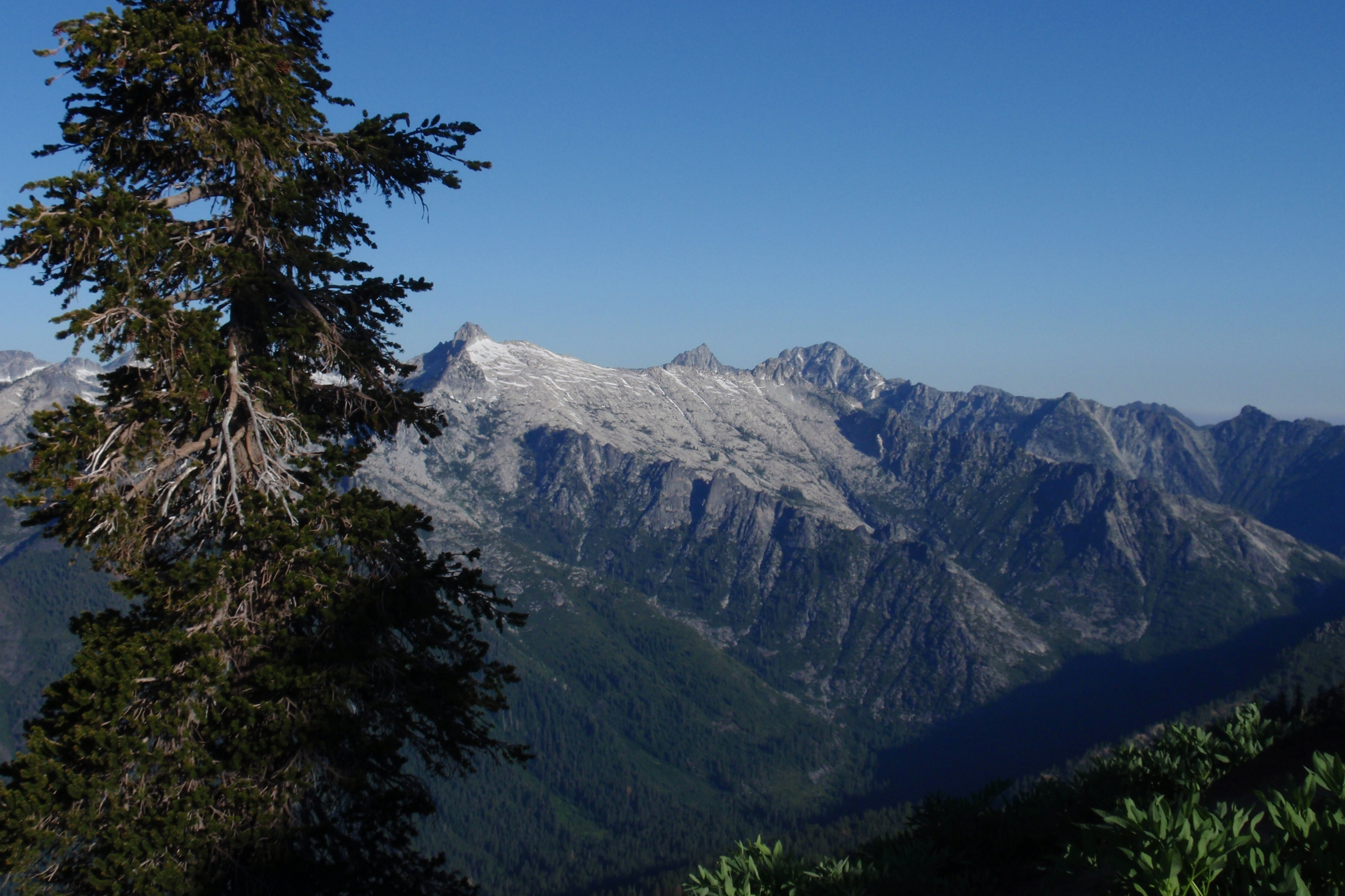
トリニティ郡の山脈

## 地理
アメリカ合衆国国勢調査局に拠れば、郡域全面積は3,208平方マイル (8,307 km2)であり、このうち陸地は3,179平方マイル (8,233 km2)、水域は29平方マイル (75 km2)で水域率は0.90%である。郡内にはトリニティ・アルプスを含むシャスタ・トリニティ国立の森のかなりの部分が含まれている。夏は快晴で日照があり、暖かく、大変乾燥し、標高の高い場所で起こる山岳性雷雨を除いて6月から9月にはほとんど雨が降らない。冬は大量の降水量がある。渓谷の底部で高度3,300フィート (1,000 m) 以下では雨となり、高度3,300 フィート (1,000 m) 以上では雪となる。12月、1月および2月に最も降水量が多い。自然のままの川や水流があり、地形は岩が多く森林に覆われ、標高の最も高い地点は 9,000フィート (2,700 m) にもなる。クラマス山脈が郡領域のかなりの部分を占めている。

### 国立自然保護地域
- メンデシーノ国立の森（部分）
- シャスタ・トリニティ国立の森（部分）
- シックスリバーズ国立の森（部分）
- ウィスキータウン国立レクリエーション地域（トリニティ部分のみ）

### 隣接する郡
- メンドシーノ郡 — 南
- ハンボルト郡 — 西
- シスキュー郡 — 北
- シャスタ郡 — 東
- テハマ郡 — 南東

## 都市と町
トリニティ郡には法人化された都市が無い。
| CDP - ウィーバービル - ヘイフォーク - ルイストン | 未編入の町 - ビッグバー - バーントランチ - ダグラスシティ - ジャンクションシティ - セイラー - トリニティセンター - ハイアンポム - マッドリバー - コフィークリーク |

## 交通

### 主要高規格道路
- カリフォルニア州道3号線
- カリフォルニア州道36号線
- カリフォルニア州道299号線

### 公共交通
トリニティ交通が州道3号線と299号線上にバス便を走らせ、ヘイフォーク、ダグラスシティおよびウィーバービルを繋いでいる。

### 空港
トリニティ郡内にはトリニティセンター空港、ウィーバービル空港、ヘイフォーク空港、ハイアンポム空港およびルス空港と、5つの一般用途空港がある。

## 政治
トリニティ郡はアメリカ合衆国大統領および連邦議会選挙で共和党寄りの郡である。2008年以前の大統領選挙で民主党が最後に勝ったのは1976年のジミー・カーターである。1992年の選挙では州内で唯一独立系候補者のロス・ペローが多数を獲得した郡となった。しかし、2008年の選挙ではバラク・オバマが有効投票数の51%を獲得し、共和党候補者ジョン・マケイン（46%）を破った。
アメリカ合衆国下院議員の選挙では郡内の大半がカリフォルニア州第2選挙区の一部であり、カリフォルニア州議会下院議員の選挙では第1選挙区、カリフォルニア州議会上院議員の選挙では第4選挙区に入っており、2010年時点で州下院議員以外は共和党議員が努めている。
2010年11月2日、命題19に関する住民投票で郡内投票者は法案を否決した。これは大麻に課税し規制するためのカリフォルニア州憲法修正案だった。大麻の栽培は州法と連邦法の双方で違法であり、カリフォルニア州命題215の元で、医療用大麻の生産者と使用者のみが告発対象にならないでいる。

## 人口動態
以下は2000年国勢調査による人口統計データである。
| 基礎データ - 人口: 13,022人 - 世帯数: 5,587 世帯 - 家族数: 3,625 家族 - 人口密度: 2人/km2（4人/mi2） - 住居数: 7,980軒 - 住居密度: 1軒/km2（2/mi2） 人種別人口構成 - 白人: 88.87% - アフリカン・アメリカン: 0.45% - ネイティブ・アメリカン: 4.85% - アジア人: 0.47% - 太平洋諸島系: 0.12% - その他の人種: 0.88% - 混血: 4.38% - ヒスパニック・ラテン系: 3.97% - ドイツ系アメリカ人: 16.1% - イングランド系アメリカ人: 13.4% - アイルランド系アメリカ人: 12.1% - 先祖がアメリカ人: 9.5% 主たる言語による人口構成 - 英語: 97.3% - スペイン語: 1.8% | 年齢別人口構成 - 18歳未満: 22.8% - 18-24歳: 5.1% - 25-44歳: 22.7% - 45-64歳: 32.1% - 65歳以上: 17.1% - 年齢の中央値: 45歳 - 性比（女性100人あたり男性の人口） - 総人口: 104.2 - 18歳以上: 102.6 世帯と家族（対世帯数） - 18歳未満の子供がいる: 25.4% - 結婚・同居している夫婦: 50.5% - 未婚・離婚・死別女性が世帯主: 10.1% - 非家族世帯: 35.1% - 単身世帯: 29.5% - 65歳以上の老人1人暮らし: 11.1% - 平均構成人数 - 世帯: 2.29人 - 家族: 2.80人 収入と家計 - 収入の中央値 - 世帯: 27,711米ドル - 家族: 34,343米ドル - 性別 - 男性: 31,131米ドル - 女性: 24,271米ドル - 人口1人あたり収入: 16,868米ドル - 貧困線以下 - 対人口: 18.7% - 対家族数: 14.1% - 18歳未満: 26.2% - 65歳以上: 7.2% |